# Филипп (Васильев)
Филипп (1672—1742; до пострижения Фотий Васильев) — инок, не имевший священного сана, основатель старообрядческого беспоповщинского филипповского согласия.

## Биография
Фотий родился в 1672 году. Сначала он служил в Новгородском стрелецком полку, но во время сражения под Нарвой бежал и нашёл приют в старообрядческой Выговской пустыни. Некоторое время состоял в числе братии, а затем на него были возложены обязанности духовного отца.
По смерти Даниила Викулина между Филиппом и Семёном Денисовым произошла распря: Филипп желал, чтобы Семён разделил с ним власть настоятеля. Хотя собор, решив дело в пользу Семёна (1737), заставил споривших примириться, однако в душе они остались врагами. Когда вследствие доноса Круглого выговцы вынуждены были «написать тропарь», Филипп протестовал против этого: как только запели тропарь, он бросил кадило на пол и с криком «пала вера христианская» выбежал из часовни. Семён, посоветовавшись с прочими, решился наказать несогласного старца: ему были нанесены тяжкие побои, сам настоятель обители Андрей Денисов бил его по щекам, а затем распорядился заковать его в железо. Освобождённый от оков одним новгородским купцом, Филипп перешёл в Надеждин скит, где около года жил в овине, а затем облюбовал себе место «за мхами» на реке Умбе и построил там себе келью.
Вскоре около него собралось много единомышленников. Выговцы, узнавши о вновь образовавшемся толке, стали звать Филиппа обратно к себе, но он не соглашался; тогда они пошли на него «с войском»; не желая сдаться живыми, Филипп и семьдесят его последователей сожгли себя на глазах пришедших. Это было 14 октября 1742 года. С тех пор самоубийство, в разных видах, стало считаться у филипповцев средством соблюсти цело веру.
В XVIII веке от филипповцев отделились Аароново согласие, Пастухово согласие, Бегуны и ряд других.
Придерживаясь общего учения беспоповщины, филипповцы чтут восьмиконечный крест без титлы; иконам, кроме своих, не поклоняются, за государей не молятся; мужа и жену, перекрестив, разводят на чистое житьё, называя их братьями и сёстрами. В настоящее время имеется не более 20 общин, в основном в Кировской и Кемеровской областях России.